# Actéon (Auber)
Ne doit pas être confondu avec Actéon, opéra de Marc-Antoine Charpentier.
Pour les articles homonymes, voir Actéon (homonymie).
Personnages
- Le prince Aldobrandi (baryton)
- Le comte Léoni (ténor)
- Lucrezia, femme du prince Aldobrandi (soprano)
- Angela, sœur du prince Aldobrandi (soprano)
- Stéphano, sigisbé de la princesse (soprano)

Actéon, AWV 26, est un opéra-comique français en un acte, musique de Daniel-François-Esprit Auber, livret d'Eugène Scribe, créé en 1836 à Paris. L'histoire est reprise depuis la légende d'Actéon dans la mythologie grecque, chasseur punit par la déesse Diane.

## Description
Cet acte, que MM. Scribe et Auber conçurent ensemble, était un simple intermède destiné à l’Opéra en guise d'entracte pour ses spectacles. L'ouvrage est créé le 23 janvier 1836 à l'Opéra-Comique à la Salle de la Bourse. Il suivit Mme Damoreau à l’Opéra-Comique, et c'est par cette pièce qu'elle y fit ses débuts. Selon Le Ménestrel de l'époque, l'opéra doit son succès en partie grâce à la cantatrice.

## Postérité

### Représentations
Après une année de représentations en 1836 à l'Opéra-Comique, Actéon se joue à Philadelphie (1843), Bruxelles (1846), Londres (1849), et est même traduit en allemand en 1839 pour être donné à Vienne en 1839. L'opéra est également repris en 1852 à l'Opéra Comique.
L'air de Lucrezia, « Beaux-arts que j’adore », est un passage régulièrement repris lors de concert au XIXe siècle, contribuant à la popularité de l'opéra. Des airs d'Actéon sont également donnés lors de concerts en 2016 et 2020 à Paris. En 2022 est jouée une représentation de l'opéra avec un autre d'Auber et Sribe, Le Concert à la cour ou la Débutante par les étudiants du Conservatoire de Paris.

### Censure
L'ouvrage fait l'objet de deux procès-verbaux de censures durant l'année 1836 par le Ministère de l'Intérieur qui l'empêcheront d'être joué sur scène.

## Argument
Un mari jaloux, le prince Aldobrandi, a renfermé une jeune et jolie femme dans une magnifique villa, en Sicile. Une sœur du prince, un essaim de dames et un page qui porte le titre de Sigisbé (l’auteur s’est étrangement trompé sur la véritable signification de ce nom), forment toute la société de la princesse. Dans cette retraite, on peint, on fait de la musique, on cause, on médit et l’on s’ennuie, car il n’y a là personne pour animer cette morne existence; personne sur qui puissent s’exercer la coquetterie et l’envie de plaire. Point d’amour, partant, point de joie.
Le comte Léoni, galant seigneur des environs, recherche la main de la sœur du prince; il veut pénétrer dans la villa, il veut attirer ces dames à une fête qu’il donne en son palais. Vains efforts ! au-dedans et au-dehors la jalousie tient toutes les grilles fermées. Personne ne peut entrer, personne ne peut sortir. Il se travestit alors en aveugle mendiant. Sous ce déguisement, il pénètre dans le château. La princesse Aldobrandi a commencé un tableau représentant Actéon surprenant au bain Diane et ses nymphes. Le tableau reste inachevé; elle n’a pas de modèle pour la figure d’Actéon. L’aveugle posera. Mais la jeune sœur qui doit figurer parmi les nymphes a reconnu son amant; elle rougit de paraître à demi nue devant des yeux qu’elle sait bien être clairvoyants. Il le faut, cependant ; car si Léoni est découvert, Aldobrandi le frappera d’un poignard qu’il porte toujours sur lui. On organise les groupes.
Le jeune page survient; il est ravi de contempler ce spectacle; l’adolescent venait chercher la réponse à une lettre de rendez-vous qu’il avait écrite à sa belle maîtresse. L’aveugle voit le petit drôle qui dévore des yeux les charmes de sa propre fiancée, il le dénonce. Le comte Léoni est reconnu. On s’embrasse. Il épousera la sœur du prince, qui dorénavant posera lui-même pour la tête d’Actéon.

## Rôles
| Personnage                                                     | Voix          | Créateur 1836                   |
| -------------------------------------------------------------- | ------------- | ------------------------------- |
| Le prince Aldobrandi                                           | baryton-basse | Giovanni Inchindi               |
| Le comte Léoni                                                 | ténor         | Louis-Benoît-Alphonse Révial    |
| Lucrezia, femme du prince Aldobrandi                           | soprano       | Laure Cinti-Damoreau            |
| Angela, sœur du prince Aldobrandi                              | soprano       | Cécile Camoin, dite Miro-Camoin |
| Stéphano, sigisbé de la princesse                              | soprano       | Félicité Pradher                |
| Chœurs: femmes de la princesse -- dames amies de la princesse. |               |                                 |

## Enregistrements
- L'ouverture sur Auber. Ouvertures IV, Naxos, 2019, dir. Dario Salvi avec l'Orchestre Philharmonique de Moravie, 1 CD[11].